# Championnat d'Union soviétique de football de quatrième division
Le championnat d'URSS de football de quatrième division, aussi appelé Deuxième ligue inférieure d'URSS (en russe : Вторая низшая лига СССР) à partir de 1990, est une compétition de football constituant le quatrième échelon du football professionnel en Union soviétique. Actif de façon très sporadique, seules six éditions sont jouées : au printemps et à l'automne 1936, puis lors des années 1937, 1970, 1990 et 1991.
Démarrant à l'origine comme une compétition à une poule unique en 1936, le championnat est actif sous cette forme durant trois saisons avant de disparaître en 1937. Il est par la suite reformé brièvement en 1970 sous un format à huit groupes avant de connaître ses deux dernières éditions en 1990 et 1991, le nombre de poules passant à dix à cette occasion et accueillant jusqu'à 217 équipes lors de sa dernière année.

## Histoire
La première édition de la compétition, qui se nomme alors Groupe G (la lettre « Г », retranscrite « G », étant la quatrième de l'alphabet cyrillique), a lieu au printemps 1936. Suivant alors le schéma des trois premières divisions, la première édition se déroule strictement au printemps 1936. Le championnat compte alors cinq participants qui s'affrontent une seule fois. Le KTZ Kharkov termine vainqueur de cette première édition, mais n'est cependant pas promu en troisième division, tandis que c'est le Dinamo Piatigorsk, troisième au classement, qui devient la première équipe à être promue du championnat.
La seconde édition est jouée à l'automne de la même année, avec cette fois six équipes, et voit le KTZ l'emporter une nouvelle fois, tandis que trois clubs sont promus : le KTZ, le Lokomotiv Kiev et le Dinamo Gorki. Passant à un format par année avec douze participants pour la saison 1937, la compétition est remportée par le Traktor Stalingrad avant d'être dissoute à la suite de l'absorption de l'intégralité des divisions professionnelles au sein de la première division pour l'année 1938.
Malgré le rétablissement rapide des autres divisions lors des années qui suivent, la quatrième division reste quant à elle inactive jusqu'en 1970, année qui la voit réapparaître brièvement sous l'appellation Classe B. Le championnat adopte à cette occasion un format en sept zones géographiques dans lesquels se réunissent 151 participants, quatre de ces zones étant dédiées à la RSFS de Russie tandis les autres sont assignées respectivement à la RSS d'Ukraine, la RSS du Kazakhstan et au reste de l'Asie centrale. La compétition disparaît une nouvelle fois à l'issue de cette édition.
Inactive par la suite pendant un peu moins de vingt ans, la compétition connaît sa dernière renaissance en 1990 sous l'appellation Deuxième ligue inférieure. Le système par groupes y est maintenu alors que 187 équipes se répartissent en dix poules géographiques, dont les vainqueurs accèdent à la troisième division. Cette dernière itération ne subsiste cependant que deux années, le championnat disparaissant avec le reste des autres compétitions soviétiques à la suite de la disparition du pays à la fin de l'année 1991.

## Palmarès
| Édition          | Clubs     | Vainqueur          | Vainqueur                         | Organisation                |
| ---------------- | --------- | ------------------ | --------------------------------- | --------------------------- |
| 1936 (printemps) | 5         | KTZ Kharkov        | KTZ Kharkov                       | Groupe unique.              |
| 1936 (automne)   | 6         | KTZ Kharkov        | KTZ Kharkov                       | Groupe unique.              |
| 1937             | 12        | Traktor Stalingrad | Traktor Stalingrad                | Groupe unique.              |
|                  |           |                    |                                   |                             |
| 1938-1969        | Non-jouée | Non-jouée          | Non-jouée                         | Non-jouée                   |
|                  |           |                    |                                   |                             |
| 1970             | 151       | Russie 1           | Motor Vladimir                    | Sept groupes géographiques. |
| 1970             | 151       | Russie 2           | Terek Grozny                      | Sept groupes géographiques. |
| 1970             | 151       | Russie 3           | Kord Balakovo                     | Sept groupes géographiques. |
| 1970             | 151       | Russie 4           | Sakhaline Ioujno-Sakhalinsk       | Sept groupes géographiques. |
| 1970             | 151       | Ukraine            | Khimik Severodonetsk              | Sept groupes géographiques. |
| 1970             | 151       | Kazakhstan         | Tsementnik Semipalatinsk          | Sept groupes géographiques. |
| 1970             | 151       | Asie centrale      | Zarafchan Navoï                   | Sept groupes géographiques. |
|                  |           |                    |                                   |                             |
| 1971-1989        | Non-jouée | Non-jouée          | Non-jouée                         | Non-jouée                   |
|                  |           |                    |                                   |                             |
| 1990             | 187       | Zone 1             | Torpedo Zaporojié                 | Dix zones géographiques.    |
| 1990             | 187       | Zone 2             | Ararat-2 Erevan                   | Dix zones géographiques.    |
| 1990             | 187       | Zone 3             | Qarabağ FK                        | Dix zones géographiques.    |
| 1990             | 187       | Zone 4             | Torpedo Taganrog                  | Dix zones géographiques.    |
| 1990             | 187       | Zone 5             | Asmaral Moscou                    | Dix zones géographiques.    |
| 1990             | 187       | Zone 6             | Volga Tver                        | Dix zones géographiques.    |
| 1990             | 187       | Zone 7             | Kamaz Naberejnye Tchelny          | Dix zones géographiques.    |
| 1990             | 187       | Zone 8             | Vostok Oust-Kamenogorsk           | Dix zones géographiques.    |
| 1990             | 187       | Zone 9             | Nouravchon Boukhara               | Dix zones géographiques.    |
| 1990             | 187       | Zone 10            | Sakhaline Ioujno-Sakhalinsk       | Dix zones géographiques.    |
|                  |           |                    |                                   | Dix zones géographiques.    |
| 1991             | 217       | Zone 1             | Neftianik Akhtyrka                | Dix zones géographiques.    |
| 1991             | 217       | Zone 2             | Siounik Kapan                     | Dix zones géographiques.    |
| 1991             | 217       | Zone 3             | Khazar Soumgaït                   | Dix zones géographiques.    |
| 1991             | 217       | Zone 4             | Jemtchoujina Sotchi               | Dix zones géographiques.    |
| 1991             | 217       | Zone 5             | Spartak Anapa                     | Dix zones géographiques.    |
| 1991             | 217       | Zone 6             | Prometeï-Dinamo Saint-Pétersbourg | Dix zones géographiques.    |
| 1991             | 217       | Zone 7             | Rubin Kazan                       | Dix zones géographiques.    |
| 1991             | 217       | Zone 8             | Aktioubinets Aktioubinsk          | Dix zones géographiques.    |
| 1991             | 217       | Zone 9             | Traktor Tachkent                  | Dix zones géographiques.    |
| 1991             | 217       | Zone 10            | Lokomotiv Tchita                  | Dix zones géographiques.    |